# Bojkowec
Bojkowec (bułg. Бойковец) – wieś w Bułgarii, w obwodzie sofijskim, w gminie Etropole. Według danych szacunkowych Ujednoliconego Systemu Ewidencji Ludności oraz Usług Administracyjnych dla Ludności, 15 września 2022 roku miejscowość liczyła 133 mieszkańców.